# Machaerina gunnii
Machaerina gunnii är en halvgräsart som först beskrevs av Joseph Dalton Hooker, och fick sitt nu gällande namn av Johannes Hendrikus Kern. Machaerina gunnii ingår i släktet Machaerina och familjen halvgräs. Inga underarter finns listade i Catalogue of Life.